# پنجره عقبی
پنجرهٔ پشتی یا پنجرهٔ عقبی (به انگلیسی: Rear Window) فیلمی سینمایی در ژانر معمایی و دلهره‌آور به کارگردانی آلفرد هیچکاک محصول سال ۱۹۵۴ است. این فیلم در ایران بر اساس ترجمهٔ عنوان فرانسوی فیلم با نام پنجرهٔ رو به حیاط نمایش داده شد.
بسیاری از منتقدان این فیلم را از بهترین فیلم‌های هیچکاک و بهترین فیلم‌های دلهره‌آور تاریخ سینما می‌دانند. همچنین جزو فیلم‌هایی است که نمره کامل ۱۰۰/۱۰۰ را از منتقدان متاکریتیک دریافت کرده‌است.
پنجرهٔ عقبی یک فیلم تک لوکیشن است و اکثر نماهای آن در یک اتاق فیلمبرداری شده‌است.
این فیلم اگرچه در بیست و هفتمین دوره جوایز اسکار در چهار بخش جایزه اسکار بهترین کارگردانی و جایزه اسکار بهترین فیلم‌نامه اقتباسی و جایزه اسکار بهترین فیلم‌برداری و جایزهٔ اسکار بهترین میکس صدا نامزد شد ولی موفق به کسب جایزه ای نشد.
به گفته برخی محققان پنجره پشتی  از فیلم هایی است ارزش چند بار دیدن دارد.

## خلاصه داستان
عکاس خبری حرفه‌ای ال. بی. «جف» جفرریز که به دلیل آسیب‌های ناشی از مأموریت‌های پرماجرا در گچ از کمر تا پا بسته شده و به ویلچر در آپارتمانش در منطقه گرینویچ ویلج نیویورک محدود شده است، در طول یک موج گرمای شدید، با بی‌حوصلگی به همسایگانش از پنجره پشت آپارتمان نگاه می‌کند. پنجره او به حیاط کوچکی با باغچه‌های کوچک مشرف است که توسط آپارتمان‌های اطراف احاطه شده است.
جف به‌طور مرتب توسط استلا، پرستار میانسالی که از او مراقبت می‌کند، و لیزا فرمونت، مدل و اشراف‌زاده‌ای که دوست دختر شیک‌پوشش است، ملاقات می‌شود.
در طول این روزهای گرم، جف از پنجره باز همسایگانش را مشاهده می‌کند؛ از جمله یک رقصنده حرفه‌ای معروف به «میس تورسو»، یک ترانه‌سرا که دچار بحران نوشتن شده، زن تنها و تنها مانده‌ای که بازی‌های نقش‌آفرینی با خواستگاران خیالی انجام می‌دهد به نام «میس لونلی-هارتز» و فروشنده جواهرات توریستی، لارس توروالد، که تحت فشار و کنترل شدید همسر بیمار خود است.
یک شب، جف صدای جیغ زنی و سپس صدای شکستن شیشه را می‌شنود. همان شب، هنگام شروع رعد و برق، مشاهده می‌کند که توروالد چند بار با کیف آلومینیومی نمونه‌هایش به بیرون می‌رود. سپس، در تاریکی، توروالد را می‌بیند که به همراه زنی با کلاه سیاه بزرگ از آپارتمان خارج می‌شود.
صبح روز بعد، جف متوجه غیبت همسر توروالد می‌شود و او را در حال تمیز کردن یک چاقوی بزرگ و اره می‌بیند. اثاثیه سنگینی مانند یک صندوق بزرگ توسط باربران برده می‌شود. جف که به فعالیت‌های مشکوک توروالد شک کرده، با دوربین دوچشمی و لنز تله‌فوتو شروع به زیر نظر گرفتن او می‌کند.
با اطمینان از اینکه توروالد همسرش را به قتل رسانده است، ابتدا این موضوع را با استلا در میان می‌گذارد که به شدت علاقه‌مند می‌شود، سپس با لیزا صحبت می‌کند که ابتدا شک دارد اما پس از مشاهده‌ی عدم حضور همسر توروالد روی تخت و جمع شدن تشک، متوجه می‌شود که داستان جف می‌تواند واقعیت داشته باشد.
جف با دوست کارآگاهش، تام دویل تماس می‌گیرد تا تحقیق کند اما دویل که شکاک است، پس از تحقیق فراوان چیزی مشکوک نمی‌یابد و فرض می‌کند توروالد همسرش را برای تعطیلات به جایی برده است.
جف و لیزا با این توضیح موقت آرام می‌شوند و درباره‌ی اخلاقیات جاسوسی از همسایگانشان فکر می‌کنند. اما شب بعد، سگ یکی از همسایه‌ها در حیاط پیدا می‌شود که مرده است؛ روز قبل توروالد سگ را به خاطر حفر گل در باغش فراری داده بود. صاحب سگ با گریه سر و صدا می‌کند، اما توروالد در آپارتمان تاریک خود به آرامی نشسته است.
با اطمینان بیشتر از درستی فرضیه‌اش، جف عکس‌هایی که دو هفته پیش گرفته را نگاه می‌کند و متوجه می‌شود که توروالد دوباره گل‌ها را کاشته، احتمالاً برای دفن یک قطعه بدن.
شب بعد، جف با تماس تلفنی توروالد را از آپارتمانش بیرون می‌کشد تا لیزا و استلا بتوانند باغچه توروالد را جستجو کنند. آن‌ها چیزی پیدا نمی‌کنند، ولی لیزا تصمیم می‌گیرد از پنجره باز توروالد وارد خانه‌اش شود. استلا به سرعت به جف برمی‌گردد.
در همین حال، جف و استلا مشغول تماشای «میس لونلی-هارتز» هستند که در حال فکر کردن به خودکشی است؛ آن‌ها پلیس را خبر می‌کنند. همزمان، ترانه‌سرای همسایه آهنگ «لیزا» را بلند می‌نوازد و این باعث می‌شود که «میس لونلی-هارتز» از تصمیم خود صرف نظر کند.
ناگهان توروالد زودتر از انتظار بازمی‌گردد و لیزا را در آپارتمانش گرفتار می‌کند. لیزا فریاد می‌زند و جف موفق می‌شود پلیس را تماس بگیرد. پلیس‌ها برای دخالت می‌رسند و بین لیزا و توروالد درگیری رخ می‌دهد. در حین بازجویی، لیزا انگشتر ازدواج خانم توروالد را به جف نشان می‌دهد و توروالد متوجه می‌شود که تحت نظر است. با این حال به دلیل نبود مدارک کافی، لیزا به جرم ورود غیرمجاز دستگیر می‌شود.
جف با دویل تماس می‌گیرد و پیام فوری می‌گذارد، در حالی که استلا لیزا را از زندان آزاد می‌کند. توروالد که آپارتمان جف را یافته، به او حمله می‌کند؛ تنها دفاع جف در تاریکی فلاش‌های دوربین عکاسی است که در چشم توروالد می‌زند. آن‌ها کشمکش می‌کنند تا اینکه دویل و پلیس‌های دیگر به همراه لیزا و استلا می‌رسند. پلیس توروالد را دستگیر می‌کند در حالی که او جف را از پنجره بیرون انداخته بود.
توروالد به قتل همسرش اعتراف می‌کند.
چند روز بعد، موج گرما شکسته شده و زندگی در آپارتمان‌ها به روال عادی برگشته است. «میس لونلی-هارتز» دیده می‌شود که با ترانه‌سرا در آپارتمانش معاشرت می‌کند و او آهنگ می‌نوازد. جف که پای دیگرش نیز در سقوط شکسته، هنوز روی ویلچر است و هر دو پایش در گچ است. لیزا در کنار او در حالی که لباس راحت‌تری پوشیده، نشسته و کتابی درباره سفر می‌خواند. پس از دیدن خواب جف، کتاب را کنار گذاشته و مجله‌ای مثل هارپر بازار را می‌خواند.

## بازیگران
| بازیگر                 | نقش          | توضیحات      |
| ---------------------- | ------------ | ------------ |
| جیمز استوارت           | جفری         | عکاس روزنامه |
| گریس کلی               | لیزا فرومنت  | معشوقه جفری  |
| تلما ریتر              | استلا        | پرستار       |
| وندل کوری              | تام دویل     | کارآگاه      |
| ریموند بر              | لارس توروالد | همسایه       |
| جودیت اولین            | خانم تنها    | همسایه       |
| راس باغداساریان سینیور | ترانه‌سرا     | همسایه       |
| جورجین دارسی           | خانم تورسو   | همسایه       |
| فرانک کدی              |              | همسایه       |